# 17737 Зигмундєн
17737 Зигмундєн (17737 Sigmundjähn) — астероїд головного поясу, відкритий 27 січня 1998 року.
Тіссеранів параметр щодо Юпітера — 3,483.
Названо на честь Зигмунда Єна (нім. Sigmund Werner Paul Jähn, нар.1937) — першого і єдиного космонавт НДР.